# Planctopirus hydrillae
Planctopirus hydrillae es una bacteria gramnegativa del género Planctopirus que ha sido aislada de la planta Hydrilla verticillata de Hyderabad en India. Fue descrita por Yadav et al. en 2018.